# Policy of Truth
Singles de Depeche Mode
Enjoy the Silence
(1990) World in My Eyes
(1990)
Pistes de Violator
Enjoy the Silence Blue Dress
Policy of Truth est le vingt-cinquième single de Depeche Mode, sorti le 7 mai 1990, troisième extrait de l'album Violator. C'est le seul single de DM à s'être mieux placé dans le classement des meilleures ventes de singles américain (15e) que dans le classement britannique (16e). Le titre a atteint la 31e place du Top 50 en France.

## Informations
Policy of Truth est une chanson à dominante synthétiseur, ressemblant fortement à une autre piste de l'album Violator, Halo. Le thème abordé est, comme le nom l'indique, les personnes ne disant que la vérité et étant tout le temps sincères, ce qui peut causer des soucis car, comme tout le monde le sait, toute vérité n'est pas forcément bonne à dire. Le titre a été légèrement remixé et étendu pour sa sortie en single, devenant plus lent que sur la version en album. Une intro a été rajoutée à cet effet, tandis que les paroles de Martin Gore semblent avoir plus d'importance. Les sons de la fin de la chanson ont également été modifiés.
Le Trancentral Mix est l'œuvre de The KLF, un groupe techno très populaire à l'époque qui pour l'une des trois fois seulement, mixait pour d'autres artistes (les autres étant la face B It Must Be Obvious des Pet Shop Boys et What Is Dub?, des Moody Boys).
Quant à lui, le Capitol Mix utilise le (sample «I want to tell you my side of the case (Je désire vous exposer ma version des faits)» du discours de Richard Nixon du 23 septembre 1952.
La face B est Kaleid, qui existe également dans une version étendue intitulée When Worlds Mix. Au contraire des nombreuses pistes instrumentales du groupe qui étaient des compositions au piano, celle-ci est un instrumental techno. Kaleid a été seulement produit par Depeche Mode et a servi d'introduction lors du World Violation Tour de 1990.
La jaquette de Policy of Truth présente l'image floue d'une femme nue. Cette jaquette varie selon les différentes versions du single.
Le clip musical de Policy of Truth,  réalisé par Anton Corbijn,  apparaît à l'origine sur la compilation VHS Strange Too. Dans ce clip, tout au long de la vidéo chaque membre du groupe s'affiche avec une femme différente à ses côtés qui à chaque fois s'enfuit. Tous les membres du groupe se rejoignent par la suite.

## Liste des chansons
- Toutes les chansons sont l'œuvre de Martin L. Gore.

### Royaume-Uni

#### Vinyle7": Mute / Bong19
1. Policy of Truth (5:10)
2. Kaleid (4:17)

#### 12": Mute / 12Bong19
1. Policy of Truth [Beat Box Mix] (7:13) (remixé par François Kevorkian)
2. Policy of Truth [Capitol Mix] (8:00) (remixé par François Kevorkian)
3. Kaleid [When Worlds Mix] (5:22) (remixé par Daniel Miller et George Holt)

#### 12": Mute / L12Bong19
1. Policy of Truth [Trancentral Mix] (5:55) (remixé par The KLF)
2. Kaleid [Remix] (4:36) (remixé par Bruce Smith et Sean Oliver)
3. Policy of Truth [Pavlov's Dub](6:02) (remixé par François Kevorkian)

#### CD: Mute / CDBong19
1. Policy of Truth [Beat Box Mix Edit] (6:31)
2. Policy of Truth [Capitol Mix] (8:00)
3. Kaleid [Remix] (4:36)

### Europe

#### CD: Mute / CDBong19X
1. Policy of Truth (5:10)
2. Kaleid (4:17)
3. Policy of Truth [Beat Box Mix] (7:13)
4. Policy of Truth [Capitol Mix] (8:00)
5. Kaleid [When Worlds Mix] (5:22)
6. Policy of Truth [Trancentral Mix] (5:55)
7. Kaleid [Remix] (4:36)
8. Policy of Truth [Pavlov's Dub] (6:02)

- Ce second CD est issu de la ressortie de 2004.

### États-Unis

#### CD: Sire/Reprise / 9 21534-2
1. Policy of Truth (5:10)
2. Policy of Truth [Capitol Mix] (8:00)
3. Policy of Truth [Beat Box Mix] (7:13)
4. Kaleid [Remix] (4:36)
5. Policy of Truth [Pavlov's Dub] (6:02)

- Pavlov's Dub est marqué à tort sur la jaquette en tant que "Trancentral Mix".
- Le CD est sorti le 22 mai 1990.

## Classements
| Pays                                       | Meilleure position |
| ------------------------------------------ | ------------------ |
| Allemagne                                  | 7                  |
| États-Unis (U.S. Billboard Hot 100)        | 15                 |
| États-Unis (Billboard Hot Dance Club Play) | 2                  |
| États-Unis (Billboard Modern Rock Tracks)  | 1                  |
| Finlande                                   | 2                  |
| France                                     | 31                 |
| Irlande                                    | 11                 |
| Italie                                     | 5                  |
| Pays-Bas                                   | 37                 |
| Royaume-Uni                                | 16                 |
| Suède                                      | 20                 |
| Suisse                                     | 12                 |

## Reprises
- Le groupe de musique industrielle provenant d'Ohio, Disown, a repris "Policy of Truth" sur leur album de 2005, Requiem of One.
- Le groupe allemand de rock Terry Hoax a interprété « Policy of Truth » en 1992.
- Melodious Thunk a repris « Policy of Truth » pour les besoins de leur album Ye Olde Thunke CDe sorti en 2000.
- Dishwalla a interprété « Policy of Truth » sur l'album hommage à Depeche Mode sorti en 1998, For the Masses.
- Le groupe sud-africain « 16Stitch » reprend également « Policy of Truth » sur un de leurs albums intitulé The Collapse Of Air.
- Sylvain Chauveau a repris la chanson dans sa compilation hommage à Depeche Mode en acoustique : Down to the Bone - An Acoustic Tribute to Depeche Mode.